# Cistophorus

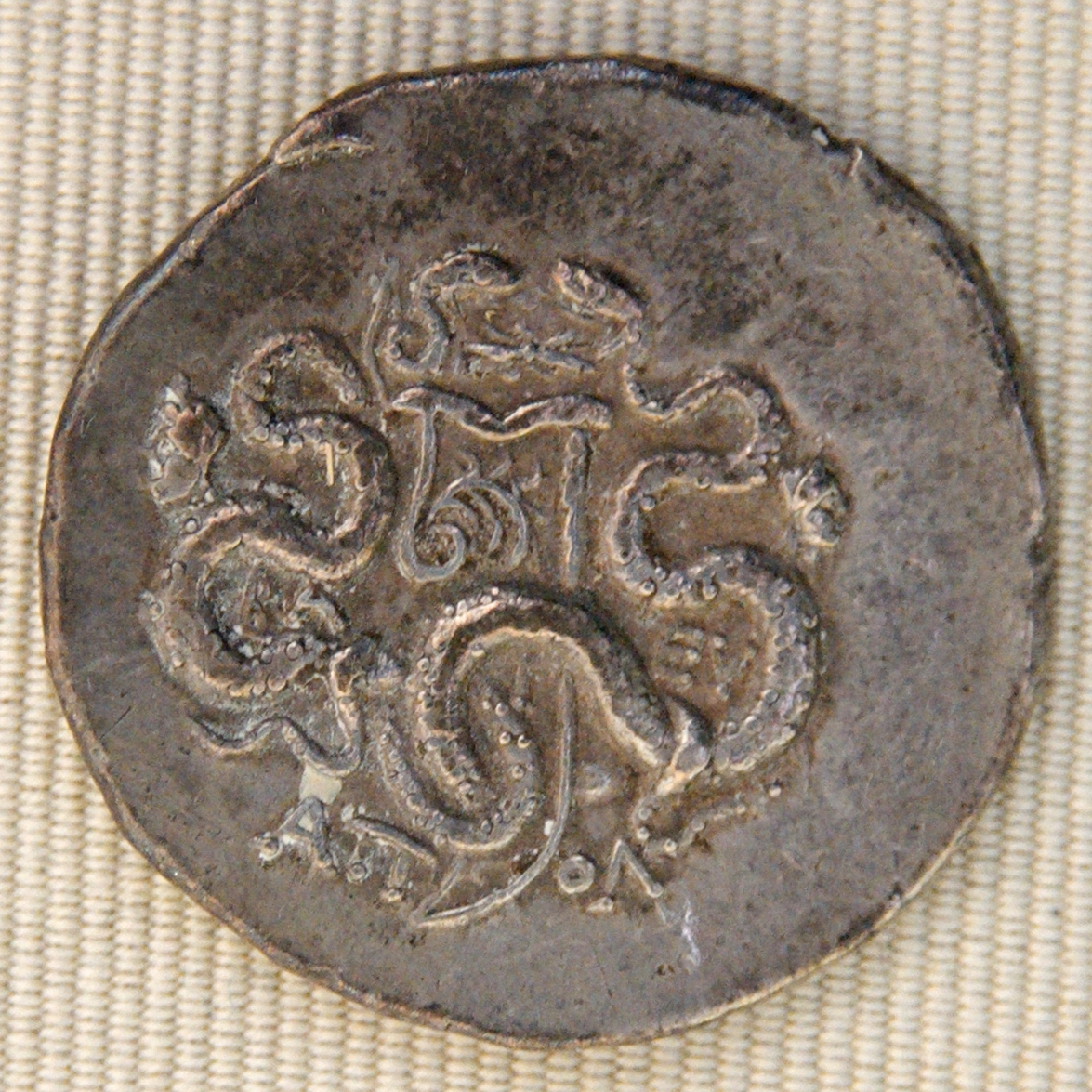
Een cistophorus geslagen in Apollonis onder de regering van Eumenes III Aristonicus (133–130 v.Chr., Cabinet des Médailles).

De cistophorus (Oudgrieks: κιστοφόρος / kistophóros; Nederlands: cistofoor) was de meest gangbare zilvermunt in Klein-Azië die onder andere in Efese, Pergamon (vanaf ongeveer 180 v.Chr. werd aangemunt in die stad en een aantal andere steden die onder haar controle stonden), Laodikeia, Tralles.
Cistophori bleven nog bijna 200 jaar nadat het koninkrijk was nagelaten aan de Romeinse Republiek aangemunt worden en circuleren. De munten danken hun naam aan de afbeelding op de keerzijde van een heilige kist (Latijn: cista mystica) met een daaruit opkronkelende slang die bij de Dionysuscultuur werd gebruikt. Op de voorzijde werd een boogfoedraal of een door slangen omwonden drievoet of tempel. Het had een waarde van een tetradrachme (d.i. vier drachme), maar woog slechts zoveel als drie Attische drachmen (de belangrijkste standaard van die tijd). Bovendien is er bewijs dat men deze munten oppotte, waaruit men kan opmaken dat niet buiten het gebied dat door Pergamum werd gecontroleerd werd gebruikt. Men denkt daarom dat het in dit gebied werd overgewaardeerd.

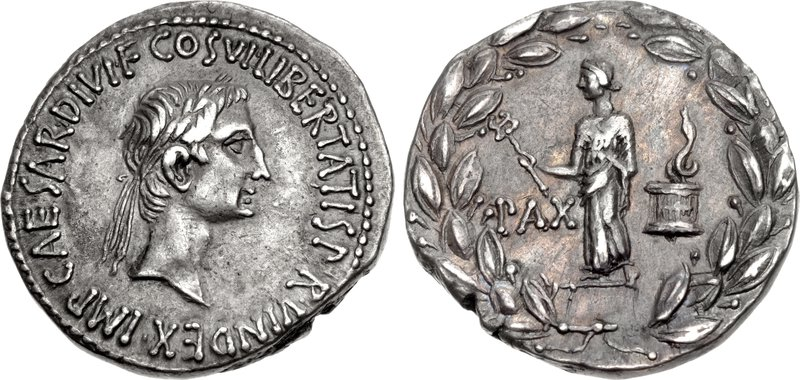
Een cistophorus tetradrachme (11,74 g) met een gelauwerde buste van Gaius Iulius Caesar Octavianus en het omschrift IMP • CAESAR DIVI • F • COS VI • LIBERTATIS• P • R VINDEX • aan de voorzijde en aan de keerzijde het opschrift PAX en Pax met een caduceus aan de linkerkant en aan de rechterkant een slang die uit een cista mystica tevoorschijn komt omringd door een krans (28 v.Chr., geslagen in Efese).

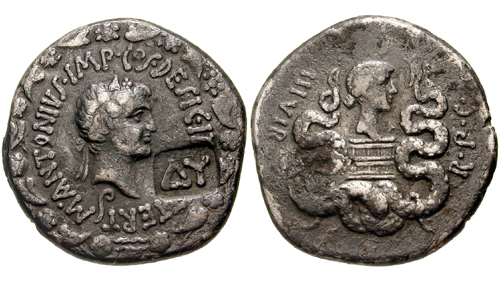
Een cistophorus tetradrachme (11,65 g) met een gelauwerde buste van Marcus Antonius met een lituus eronder omkranst met klimop en bloemen (voorzijde) en een gedrapeerde buste van Octavia Thurina maior boven een cista geflankeerd door kronkelende slangen (39 v.Chr., geslagen in Efese).

Wanneer de Romeinen zelf munt sloegen in Klein-Azië zouden ze vaak ook cistophori slaan. Zo kennen we cistophori (bijvoorbeeld uit Apameia) met Marcus Tullius Cicero afgebeeld toen deze proconsul was van de provincia Asia. De laatste "echte" cistophori geslagen door een Romein waren die van Marcus Antonius. Na hem zou Gaius Iulius Caesar Augustus gelijkaardige munten - die ook als cistophori worden aangeduid - laten slaan, maar wel in Romeinse stijl en met heersersportretten of tempelafbeeldingen.

## Antieke bronnen
- Livius, XXXVII.46, 58, XXXIX.7.
- Cicero, ad Att. II 6, XI 1.

## Verder lezen
- F.S. Kleiner - S.P. Noe, The early Cistophoric Coinage, New York, 1977.
- D.M. Metcalf, The Cistophori of Hadrian, New York, 1980.
- C.H.V. Sutherland, The Cistophori of Augustus, Londen, 1970.

Aes · Antoninianus · Argenteus · As · Aurelianianus · Aureus · Barbaarse imitatie · Cistophorus · Denarie · Dupondius · Follis · Miliarense · Nummus · Quadrans · Quincunx · Semis · Sestertie · Siliqua · Solidus · Spintria · Tessera · Triens